# Justice League of America (Film)
Justice League of America ist ein US-amerikanischer Fernsehfilm aus dem Jahr 1997. Die Comicverfilmung basiert auf den gleichnamigen DC-Charakteren.

## Handlung
Tori Olafsdotter ist eine Meteorologin, die am Eno Meteorological Institute arbeitet und später zu Ice wird. Die Stadt New Metro ist mit einem Tornado konfrontiert, der von einem Terroristen kontrolliert wird, der sich Weather Man nennt. Der Blitz zerstreut den Tornado mit seiner Supergeschwindigkeit, während die anderen Mitglieder der JLA ihre Kräfte einsetzen, um Zivilisten zu retten.
Tori stößt im Labor, in dem sie arbeitet, auf ein verstecktes Gerät. Während sie die Verwendung untersucht, verschüttet sie Wasser darauf und es trifft sie mit seltsamer blauer Elektrizität. Sie ist unverletzt und verlässt das Labor. Zu Hause gefriert alles, was sie berührt. Unterwegs sieht sie einen Mann ertrinken. Als sie versucht, ihn zu retten, gefriert das Wasser um sie herum. Die JLA, die glaubt, sie sei der Weatherman, nimmt sie mit und verhört sie. Sie lassen sie frei und Tori glaubt, dass alles nur ein böser Traum war.
Die JLA vermutet, dass Toris schüchterner Kollege Arliss Hopke The Weather Man ist. New Metro wird erneut angegriffen, diesmal von Hagelkörnern in Golfballgröße, aber Fire schmilzt sie alle. Die JLA infiltriert eine Partei am Eno Meteorological Institute und sucht nach Beweisen dafür, dass Arliss Hopke The Weatherman ist. Tori entdeckt jedoch, dass es ihr Chef, Dr. Eno, The Weatherman ist.
Tori bringt dieses Wissen zur JLA und sie bringen sie wiederum zu ihrer geheimen Kommandozentrale, einem außerirdischen Raumschiff, das unter Wasser versteckt ist. Der Anführer der JLA, J'onn J'onzz, stellt sich Tori vor und die anderen Mitglieder der Liga enthüllen ihre geheimen Identitäten. Tori entdeckt, dass The Atom ein Mann ist, mit dem sie geflirtet hat. Die JLA versucht, Tori zu trainieren, um ihre Gefrierkräfte zu verbessern, allerdings ohne großen Erfolg.
Martin Walters ist ein junger Mann, der B. B. DaCosta romantisch verfolgt. Er sieht in einer Nachrichtensendung über die JLA, dass Fire Ohrringe trägt, die er B. B. geschenkt hat. Martin sagt B. B., dass er ihre geheime Identität kennt. B. B. alarmiert die JLA heimlich, und J'onn nimmt die Form von Feuer an und erscheint vor Martin und B. B. „Fire“ behauptet, dass B. B. eine enge Freundin ist, die „ihr“ die Ohrringe geliehen hat. Martin ist verlegen wegen seines „Fehlers“ und B.B. beendet sanft sein romantisches Interesse an ihr, obwohl sie ihm versichert, dass er ein netter Kerl ist und dass er eines Tages die wahre Liebe finden wird.
Der Weather Man verlangt 20 Millionen Dollar, sonst wird er New Metro durch eine Flutwelle zerstören. Er greift den Wachtturm mit einem Wärmestrahl an. Die JLA entkommt und entwirft einen Plan, um den Weather Man aufzuhalten und Tori zurückzulassen. Sie sind erfolglos, aber Tori neutralisiert die Gefahr, indem sie die Flutwelle fest einfriert.
Die anderen Helden entschuldigen sich dafür, dass sie Tori zurückgelassen haben, und bieten ihr die Mitgliedschaft erneut an, einschließlich eines Kostüms und des Codenamens „Ice“. Tori vergibt ihnen und nimmt ihr Angebot an.
In der Zwischenzeit plant der Weather Man seine Flucht aus dem Gefängnis.

## Produktion
Die Handlung des Films basiert auf der Comic-Ära der Justice League von Keith Giffen & J. M. DeMatteis (Autoren). Der Film wurde in Vancouver und in Kanada gedreht.